# Śląsk Wrocław (baloncesto)
El WKS Śląsk Wrocław es un equipo de baloncesto polaco que compite en la TBL, la primera división del país y en la tercera competición europea, la FIBA European Cup. Tiene su sede en la ciudad de Breslavia. Disputa sus partidos en el Hala Orbita, con capacidad para 3000 espectadores.

## Historia
Desde su fundación en 1947 Slask Wroclaw ha sido el mejor y más reconocible club de baloncesto polaco. El equipo ha ganado los campeonatos de la liga polaca en 17 ocasiones hasta ahora. Período más reconocido de la historia de Śląsk es el "Gran Śląsk Era" cuando el equipo ganó cinco títulos de campeón seguidos (1998-2002). La mayor parte de esos éxitos, los consiguen con Andrej Urlep, el casi legendario entrenador del Śląsk. Recientemente, Śląsk está encontrando grandes problemas financieros que provocaron la falta de resultados decentes en los últimos 3 años. Antes de la temporada 06/07 el club ha nombrado Urlep como nuevo patrocinador creyendo así que es el primer paso para recuperar el primer lugar en el baloncesto polaco. Los más famosos jugadores de Śląsk Wrocław fueron: Mieczysław Łopatka (60), Edward Jurkiewicz (70 y 80), Jerzy Binkowski (de 80, del 90), Dariusz Zelig (de 80, del 90), Adam Wójcik, Maciej Zielinski (se retiró al final de la temporada 2005/2006) y Dominik Tomczyk. En 2008 el club ha entrado en grandes dificultades financieras, lo que conllevó a la retirada del equipo de baloncesto de la Liga polaca. En la temporada 2015-16, volvieron a la competición europea para jugar en FIBA European Cup.

## Temporadas
| 2005–06 | 1 | TBL    | 5   | Cuartos de Final | -                | -              |  |  |
| 2006–07 | 1 | TBL    | 3   | Semifinales      | -                | -              |  |  |
| 2007–08 | 1 | TBL    | 3   | Semifinales      | Subcampeones     | -              |  |  |
| 2008–09 | 3 | 2.Liga | 11  | -                | -                | -              |  |  |
| 2009–10 | 3 | 2.Liga | 12  | -                | -                | -              |  |  |
| 2010–11 | 3 | 2.Liga | 12  | -                | -                | -              |  |  |
| 2011–12 | 1 | TBL    | 7   | Cuartos de Final | -                | -              |  |  |
| 2012–13 | 2 | 1.Liga | 1   | Campeón Sube     | -                | -              |  |  |
| 2013–14 | 1 | TBL    | 9   | -                | Campeón          | -              |  |  |
| 2014–15 | 1 | TBL    | 5   | Cuartos de Final | Cuartos de Final | -              |  |  |
| 2015–16 | 1 | TBL    | 14º |                  |                  | Europe Cup R32 |  |  |
| 2016–17 | 3 | 2.Liga | 1º  |                  |                  |                |  |  |

1. ↑  Se retiró debido a problemas económicos.

## Palmarés
- Liga de Polonia
  - Campeón (18): 1965, 1970, 1977, 1979, 1980, 1981, 1987, 1991, 1992, 1993, 1994, 1996, 1998, 1999, 2000, 2001, 2002 y 2022
  - Subcampeón (7): 1963, 1964, 1972, 1978, 1989, 2004 y 2023

- Copa de Polonia
  - Campeón (14): 1957, 1959, 1971, 1972, 1973, 1977, 1980, 1989, 1990, 1992, 1997, 2004, 2005 y 2014
  - Subcampeón (1): 2008

- Supercopa de Polonia
  - Campeón (2): 1999 y 2000
  - Subcampeón (2): 2001 y 2014

- 1Liga
  - Campeón (1): 2013

## Números retirados
| Números Retirados por Śląsk Wrocław |                    |                  |          |            |
| N.º                                 | Nacionalidad       | Jugador          | Posición | Temporadas |
| 9                                   | Bandera de Polonia | Maciej Zieliński | Alero    | 1995–2006  |

## Jugadores destacados
| - Dzianis Korshuk - Kemal Avdic - Vladan Alanović - Franjo Bubalo - Alan Gregov - Ante Kapov - Tanel Tein - Raitis Grafts - Uvis Helmanis - Raimonds Miglinieks - Roberts Štelmahers - Akselis Vairogs - Dainius Adomaitis - Gintaras Einikis - Andrius Giedraitis - Aivaras Kiaušas - Tomas Pacesas - Aleksandar Dimitrovski - Ime Oduok - Jerzy Bińkowski - Rafał Bigus - Michał Ignerski - Mieczysław Łopatka - Łukasz Wiśniewski - Adam Wójcik | - Dariusz Zelig - Maciej Zieliński - Andréi Fetísov - Alexander Miloserdov - Miha Fon - Slavisa Bogavac - Nikola Jestratijević - Gjorgje Jovanovic - Goran Karadzic - Srdjan Lalic - Nikola Malešević - Aleksandar Mladenovic - Stefan Perunicic - Bojan Radetić - Vuk Radivojević - Oliver Stević - Deng Gai - Kyrylo Fesenko - Rashid Atkins - Adrian Autry - Qarran Calhoun - Derrick Caracter - James Cotton - Terry Davis - Teddy Dupay | - Glen Elliott - Jason Forte - Shaun Fountain - Danny Gibson - Lynn Greer - Zendon Hamilton - Udonis Haslem - Michael Hawkins - James Hodges - Brandun Hughes - Dominique Johnson - Carl Jones - Darren Kelly - Lawrence Kinnard - Tim Kisner - Zeke Marshall - Torrell Martin - Paul Miller - Jimmy Moore - Charles O'Bannon - Ryan Randle - Jonathan Reibel - Dawan Robinson - Orlando Smart - Michael Smith | - LaBradford Smith - James Sullinger - Dante Swanson - Kevin Thompson - Roderick Trice - Ayinde Ubaka - David Vaughn - Wayne Wallace - Tony Weeden - Keith Williams - Richard Lugo - Hasan Rizvić - Murphy Burnatowski - Robert Tomaszek - Mantas Česnauskis - Muhamed Thaci - Sean Marks - Branislav Jancikin - Denis Ikovlev - Jared Homan - Dwayne Byfield - Pawel Buczak - Michael Wright (baloncestista) |